# Valencia (Córdoba)
Pour les articles homonymes, voir Valencia.
Valencia est une municipalité située dans le département de Córdoba, en Colombie.